# Jean Quinart
Jean Quinart est un compositeur et maître de musique, actif à Reims au milieu du XVIIe siècle, né en 1583 et mort le 28 avril 1670 dans cette ville.

## Biographie
Il est parfois prénommé Jesson. Il est éduqué comme enfant de chœur à la cathédrale Notre-Dame de Reims ; le 22 novembre 1606, il devient également organiste de son grand orgue ; il passe ensuite maître de musique jusqu’en 1623.
Il est reçu chanoine de l’église collégiale Sainte-Balsamie de Reims de 1624 à 1663.
En 1663, il a fait enchâsser à ses frais un fragment du portail de l’ancienne cathédrale du Ve siècle, dans la nef actuelle de la cathédrale de Reims (cet édicule a été détruit en 1744).
Il est enterré en la basilique Saint-Rémi de Reims, dans la chapelle Sainte-Claire.

## Œuvres

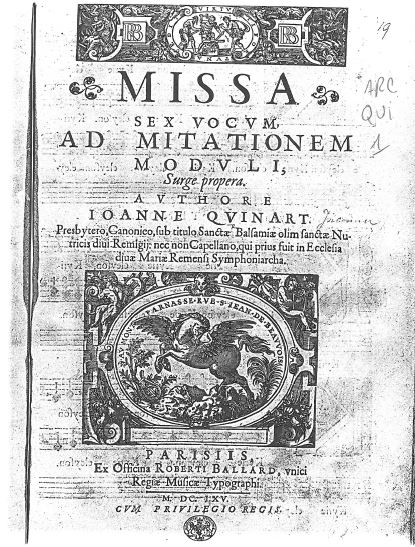
J. Quinart - Missa Surge propera, 1665.

De Quinart on possède quatre messes, toutes publiées à Paris en 1665 chez Robert III Ballard. Trois d’entre elles n’ont pas encore été retrouvées.
- Jean Quinart, Missa Surge propera, 6 v. - Paris, Robert III Ballard, 1665. 1 vol. 2°.

RISM Q 84, Guillo 2003 n° 1665-M.
- Jean Quinart, Missa Columba mea, 4 v. - Paris, Robert III Ballard, 1665. 1 vol. 2°.

Guillo 2003 n° 1665-N. Édition perdue, signalée dans les catalogues de la maison Ballard, entre autres sources.
- Jean Quinart, Missa Dilectus meus, 6 v. - Paris, Robert III Ballard, 1665. 1 vol. 2°.

Guillo 2003 n° 1665-O. Édition perdue, signalée dans les catalogues de la maison Ballard, entre autres sources.
- Jean Quinart, Missa Sonet vox, 6 v. - Paris, Robert III Ballard, 1665. 1 vol. 2°.

Guillo 2003 n° 1665-P. Édition perdue, signalée dans les catalogues de la maison Ballard, entre autres sources.